# Кааль, Айра
А́йра-Вильгельмина Ка́аль (настоящее имя — Айра Хоун) (эст. Aira Kaal; 25 октября (7 ноября) 1911, о. Сааремаа — 7 апреля 1988, Тарту) — эстонская советская писательница, поэтесса, журналист. Заслуженный писатель Эстонской ССР (1971). 
Лауреат Литературной премии Эстонской ССР имени Юхана Смуула (1987).

## Биография
Родилась в крестьянской семье. Вышла замуж за британского коммуниста Артура Хоуна. В 1940 году окончила философский факультет Тартуского университета. Во время Великой Отечественной войны была журналистом.
В 1945—1950 годах — преподаватель марксизма-ленинизма Тартуского университета.
С 1944 года состояла в ассоциации писателей Эстонии.
Член ВКП(б) с 1940 года. В 1951 была исключена из партии, в 1956 году — восстановлена в рядах КПСС.
В октябре 1980 года была среди 40 интеллектуалов Эстонии, подписавших открытое письмо в защиту эстонского языка.
Умерла в Тарту в 1988 году.

## Творчество
А. Кааль — автор ряда эссе, нескольких книг путевых заметок, романов, пьес, сборников стихов, а также книг лирико-публицистических зарисовок о родном острове Сааремаа.
Активную творческую деятельность начала в годы Великой Отечественной войны. Первый поэтический сборник опубликовала в 1945 году.
В стихах А. Кааль отразились напряженные дни войны, послевоенный созидательный труд и борьба за мир. Её стихи отличаются политической остротой, философской содержательностью.

## Интересные факты
Айра Кааль выведена как персонаж в романе эстонского писателя Ингвара Лухаяэра «Munamäe lahing. Ajalooline jutustus sellest, mis oleks juhtunud, kui Eesti oleks 30-ndail aastail tõsiselt kaitseks valmistunud ja vene agressioonile otsustavalt vastu astunud» (Битва при Мунамяэ. Историческое повествование о том, что бы произошло, если бы в Эстонии 1930-х серьёзно подготовились к защите от российской агрессии). Произведение относится к жанру альтернативной истории. Айра Кааль фантастическим образом показана невестой лидера вапсов Артура Сирка, который по воле автора становится главой эстонского правительства и под командованием которого Эстония одерживает победу в войне с СССР.

## Избранные произведения
- Сборники стихов:
  - «Не отдам оружия» («Ma ei anna relva käest», 1945),
  - «Ракета победы» («Võidurakett», 1948),
  - «Свободная родина» («Vaba kodumaa», 1950),
  - «Морские ветры» («Meretuuled», 1958),
  - «Избранные стихотворения» (1961)
  - «Üks tigu ilma majata» (1968)
  - «Pihlakad mere ääres» (1971)
  - «Hetked merega» (1976)
  - «Saaks kord seda imet veel vaadata» (1981)

## Эссе
- «Человек и психология женщины» («Mehe ja naise psühholoogiast», 1936)

## Юмористический роман
- «Мама и я» («Mamma ja mina», 1939, под псевдонимом «Reet Ueilu»)

## Книги путешествий
- «Индия» («Muljeid ja mõtteid India sõidult», 1958)
- «Китай» («Pilk tänapäeva Hiinasse», 1961)
- «Армения» («Esimest korda Armeenias», 1964)

## Прозаические произведения
- «Teelahkmel» (1956)
- «Kodunurga laastud» (в 3-х томах, 1966, 1970, 1978)
- «Seitse tõtt ja seitse valet» (1986) и др.